# Confrontos entre Grêmio e Santos no futebol
Os confrontos entre Grêmio e Santos constituem um relevante duelo interestadual (Rio Grande do Sul versus São Paulo) do futebol brasileiro.

## História
A primeira partida entre os clubes ocorreu em 19 de maio de 1935, no Estádio da Baixada, em Porto Alegre, em um jogo amistoso que terminou com vitória dos donos da casa por 3 a 2.
Em 14 de março de 1957, foi registrada a maior goleada: o Santos, que fazia uma excursão pela região Sul do Brasil naquele ano, visitou o Grêmio e conquistou seu primeiro triunfo no histórico do confronto ao aplicar um sonoro 5 a 0 em pleno Estádio Olímpico Monumental. Essa foi a maior derrota que o Tricolor sofreu na história dentro do estádio.
No dia 28 de setembro de 1958, o clube de Porto Alegre conseguiu sua maior vitória até então: 4 a 0 no Olímpico.
Muitos duelos em confrontos eliminatórios ocorreram entre os times. O primeiro deles foi pela semifinal do Campeonato Brasileiro de 1959: na partida de ida, ocorrida na Vila Belmiro, em Santos, o time da casa goleou por 4 a 1. Na volta, um empate por 0 a 0 no Olímpico Monumental classificou o Alvinegro Praiano para a final contra o Bahia.
Em 1963, voltaram a se encontrar na semifinal do Brasileiro. Com uma vitória por 3 a 1 no Olímpico e outra por 4 a 3 no Pacaembu, o Peixe novamente eliminou o Tricolor Gaúcho do torneio.
Pela Seletiva para a Libertadores em 1999 (Torneio que decidiu a 5ª vaga do Brasil para o campeonato sul-americano), as equipes se enfrentaram pela 1ª fase. Os gremistas ficaram com a vaga para a próxima fase após uma vitória por 1 a 0 na Vila e outra por 2 a 1 no Olímpico Monumental. A vitória conquistada na Vila foi a primeira da história gaúcha no estádio.
No Brasileiro de 2002, reencontraram-se pela 3ª vez na história pela fase semifinal do campeonato. Mais uma vez, os santistas conquistaram a classificação com uma goleada por 3 a 0 em Santos e uma derrota por 1 a 0 em Porto Alegre.
Pela 44ª rodada do Campeonato Brasileiro de 2004, no Teixeirão, em São José do Rio Preto, o Santos, que brigava pelo título, recebeu o Grêmio, fora rebaixado na rodada anterior e apenas lutando contra o término na última posição do campeonato. O time de Santos atropelou por 5 a 1, seguiu na briga pelo seu oitavo título brasileiro (Que viria duas rodadas depois) e decretou a equipe de Porto Alegre como lanterna do campeonato à dois jogos do fim (Com a derrota, o clube do Rio Grande do Sul não poderia mais ultrapassar o Guarani, até então vice-lanterna com 7 pontos na frente).
Na Copa Libertadores de 2007, se encontraram na semifinal do torneio mais importante da América do Sul. Em um duelo emocionante, o Tricolor dos Pampas se classificou graças ao critério do gol fora de casa após vencer a ida no Olímpico por 2 a 0 e perder na Vila Belmiro por 3 a 1.
Num curto intervalo de 5 anos, os times se enfrentaram 3 vezes na Copa do Brasil. Em 2010, na semifinal, o Santos levou a melhor após uma derrota por 4 a 3 no Olímpico Monumental e uma vitória por 3 a 1 na Vila. Em 2013, foi a vez do Grêmio se sair vitorioso após perder fora por 1 a 0 e vencer em casa por 2 a 0 nas oitavas de final. Por fim, pelas oitavas da Copa do Brasil de 2014, houve uma grande polêmica: o primeiro jogo, ocorrido na Arena do Grêmio e vencido pela equipe de Santos por 2 a 0, teve manifestações racistas por parte de uma torcedora tricolor, que direcionou os ataques ao goleiro Aranha, do Peixe. Por conta desse episódio, os gaúchos foram excluídos do torneio, enquanto os paulistas se classificaram para as quartas de final sem que a partida de volta ocorresse.
Pela 3ª rodada do Brasileirão de 2018, na Arena do Grêmio, o clube porto-alegrense repetiu sua maior goleada diante da equipe santista: 5 a 1, igualando os 4 a 0 em 1958.
Em 2020, os clubes se encontraram novamente na Libertadores, dessa vez pelas quartas de final. O Alvinegro Praiano ficou com a vaga para a semifinal após empatar por 1 a 1 na Arena e golear por 4 a 1 na Vila Belmiro, se vingando da eliminação sofrida em 2007.

## Goleadas
Essas são as goleadas aplicadas por cada lado (vitórias a partir de 3 gols de diferença):

### A favor do Grêmio
1. Grêmio  5 x 1  Santos (6 de maio de 2018, Campeonato Brasileiro, Arena do Grêmio).
2. Grêmio  4 x 0  Santos (28 de setembro de 1958, Jogo amistoso, Estádio Olímpico Monumental).
3. Grêmio  3 x 0  Santos (20 de março de 1985, Campeonato Brasileiro, Estádio Olímpico Monumental).
4. Grêmio  3 x 0  Santos (12 de novembro de 1996, Campeonato Brasileiro, Estádio Olímpico Monumental).
5. Santos  0 x 3  Grêmio (21 de setembro de 2019, Campeonato Brasileiro, Vila Belmiro).

### A favor do Santos
1. Grêmio  0 x 5  Santos (14 de março de 1957, Jogo amistoso, Estádio Olímpico Monumental).
2. Santos  5 x 1  Grêmio (5 de dezembro de 2004, Campeonato Brasileiro, Teixeirão).
3. Santos  4 x 0  Grêmio (12 de dezembro de 1973, Campeonato Brasileiro, Pacaembu).
4. Santos  4 x 1  Grêmio (17 de novembro de 1959, Campeonato Brasileiro, Vila Belmiro).
5. Santos  4 x 1  Grêmio (19 de outubro de 1995, Campeonato Brasileiro, Vila Belmiro).
6. Santos  4 x 1  Grêmio (16 de dezembro de 2020, Copa Libertadores da América, Vila Belmiro).
7. Santos  3 x 0  Grêmio (23 de julho de 1997, Campeonato Brasileiro, Vila Belmiro).
8. Santos  3 x 0  Grêmio (1 de dezembro de 2002, Campeonato Brasileiro, Vila Belmiro).

## Confrontos eliminatórios
Os clubes já se enfrentaram 9 vezes em fases de mata-mata. O Santos levou a melhor em 6 oportunidades, contra 3 do Grêmio. Nas vezes em que foi vencedor, o time paulista saiu como campeão 3 vezes, enquanto o time gaúcho não chegou a ser campeão.

### Em competições daCBD/CBF
- O Santos eliminou o Grêmio na semifinal do Campeonato Brasileiro de 1959.
- O Santos eliminou o Grêmio na semifinal do Campeonato Brasileiro de 1963. (O clube foi o campeão dessa edição)
- O Grêmio eliminou o Santos na 1ª fase da Seletiva para a Libertadores de 1999.
- O Santos eliminou o Grêmio na semifinal do Campeonato Brasileiro de 2002. (O clube foi o campeão dessa edição)
- O Santos eliminou o Grêmio na semifinal da Copa do Brasil de 2010. (O clube foi o campeão dessa edição)
- O Grêmio eliminou o Santos nas oitavas de final da Copa do Brasil de 2013.
- O Santos eliminou o Grêmio nas oitavas de final da Copa do Brasil de 2014.

### Em competições daCONMEBOL
- O Grêmio eliminou o Santos na semifinal da Copa Libertadores da América de 2007.
- O Santos eliminou o Grêmio nas quartas de final da Copa Libertadores da América de 2020.